# VW Polo IV
Der Volkswagen Polo IV ist die von November 2001 bis Mai 2009 gebaute vierte Generation des Kleinwagenmodells Polo des Wolfsburger Automobilherstellers Volkswagen. Im Frühjahr 2005 wurde im Rahmen der Modellpflege ein überarbeitetes Modell präsentiert, dessen technische Grundkonzeption jedoch weitgehend unverändert blieb.
Seit März 2010 wird ein leicht modifiziertes Modell unter dem Namen Polo Vivo auf dem südafrikanischen Markt angeboten.

## Modellgeschichte

### Allgemeines
Die erste Version des Polo IV wurde im September 2001 auf der IAA in Frankfurt am Main vorgestellt und nach der Markteinführung im November 2001 bis zur Ablösung durch das überarbeitete Modell am 30. April 2005 gebaut.
Mit deutlich größeren Abmessungen im Vergleich zur Vorgängergeneration avancierte sie zur geräumigsten Kleinwagen ihrer Zeit im Vergleich zur Konkurrenz. Auch der Innenraum entspricht den Markenstandards: schlicht, aber hochwertig verarbeitet. Die gestiegenen Maße ermöglichten eine bessere Raumaufteilung und Ausstattung im Vergleich zu den Mitbewerbern, sowohl hinsichtlich der Verarbeitungsqualität als auch der Wohnlichkeit.Zum Marktstart war die Polo IV in zwei Karosserievarianten erhältlich – als Drei- oder Fünftürer – sowie in einigen Ländern als viertürige Limousine. 

### Technik
Technisch basiert das Fahrzeug auf der gleichen Plattform wie Seat Ibiza (6L), Seat Cordoba (6L) und Škoda Fabia I. Der Motor ist vorn quer eingebaut, daneben das Getriebe, das mit dem dahinter liegenden Differential in einem Gehäuse vereinigt ist. Über zwei unterschiedlich lange Antriebswellen werden die Vorderräder angetrieben, die einzeln an MacPherson-Federbeinen und Dreiecksquerlenkern aufgehängt sind. Die Lenkung ist über Ritzel und Zahnstange realisiert. Die Hinterräder sind an einer Verbundlenkerachse aufgehängt. Die selbsttragende Karosserie aus tiefgezogenem Stahlblech ist gegenüber der Vorgängergeneration 15,4 Zentimeter länger und erreicht damit annähernd die Außenmaße der des Golf II. Der 5,3 Zentimeter längere Radstand kommt vor allem der Beinfreiheit der Passagiere im Fond zugute. Der ebenfalls vergrößerte Kofferraum fasst in der Standardkonfiguration 270 Liter und kann durch Umklappen der Rückbank auf bis zu 1030 Liter erweitert werden.
Die Front des Fahrzeugs mit ihren vier runden Klarglas-Frontscheinwerfern erinnert an die des Volkswagen Lupo.

## Polo (Typ 9N, 2001–2005)
| Sterne im Euro-NCAP-Crashtest |

### Vorstellung
Die erste Phase der vierten Generation der Volkswagen Polo wurde im Jahr 2001 eingeführt. Optisch unterscheidet sie sich deutlich von ihrem Vorgänger und folgt der typischen Designphilosophie von Volkswagen mit einer schlichten, schnörkellosen Linienführung. Technisch basiert sie auf der Plattform, die erstmals von der Škoda Fabia eingeführt wurde und auch mit der SEAT Ibiza geteilt wird. Zudem übernahm die Polo IV die Frontgestaltung ihrer kleineren Schwester, der Lupo.

### Ausstattungslinien
Polo: Die Basisausstattung bot grundlegende Ausstattungsmerkmale wie elektrische Fensterheber vorn, eine im Verhältnis 1/3-2/3 teilbare Rücksitzbank, Zentralverriegelung, Servolenkung, Front- und Seitenairbags, ABS sowie drei Kopfstützen hinten.
Comfort: Diese Variante ergänzte die Basisausstattung um eine manuelle Klimaanlage, einen Bordcomputer, Nebelscheinwerfer, in Wagenfarbe lackierte Türgriffe, Seitenleisten und Außenspiegel sowie höhenverstellbare Sportsitze mit Staufächern.
Carat: Als Topausstattung der Polo-Reihe bot die Carat-Version ein Radio mit 6-fach-CD-Wechsler, Lederausstattung, ein Lederlenkrad, eine Klimaautomatik, beheizbare Vordersitze, 14-Zoll-Leichtmetallfelgen, elektrische Fensterheber hinten, Stautaschen an den Vordersitzrücken und das Easy-Entry-System.
Polo Dune: Diese Variante erschien 2003 für kurze Zeit und folgte dem damaligen Trend zu crossoverartigen Fahrzeugen. Sie war leicht höhergelegt und verfügte über ein Bodykit mit neuen Stoßfängern, Dachrelingen und Kotflügelverbreiterungen, die ihr ein pseudo-offroadtaugliches Erscheinungsbild verliehen, sowie auffällige, spezielle Lackierungen. Dennoch blieb die Polo Dune ein reiner Frontantrieb ohne Geländefähigkeiten. Sie war mit drei Motorisierungen erhältlich: einem 1.9 TDI mit 100 PS, einem 1.4 TDI mit 75 PS (Diesel) und einem 1.2-Benziner mit 65 PS. Der Hersteller plante, nur 500 Exemplare zu produzieren.

### Sicherheit
Deutsche Fahrzeuge sind serienmäßig mit Antiblockiersystem (ABS) und geschwindigkeitsabhängiger Servolenkung ausgerüstet. In Verbindung mit der optional erhältlichen Fahrdynamikregelung (Elektronisches Stabilisierungsprogramm, ESP) bekam der Polo IV zum ersten Mal einen hydraulischen Bremsassistenten, der in einer Gefahrensituation den Anhalteweg verkürzen kann.
Fahrer und Beifahrer werden durch serienmäßige Front- und Seitenairbags und Gurtstraffer mit Gurtkraftbegrenzer geschützt. Kopfairbags für die vorderen Sitze waren ab dem Jahr 2002 gegen Aufpreis erhältlich. Die Pedale im Fußraum des Fahrers werden bei einem Unfall vom Körper des Fahrers wegbewegt, um das Verletzungsrisiko im Beinbereich zu verringern.
Im Euro-NCAP-Crashtest erreichte der Polo IV im Jahr 2002 vier von fünf möglichen Sternen bei der Bewertung der Insassensicherheit und einen von vier Sternen bei der Bewertung der Fußgängersicherheit.

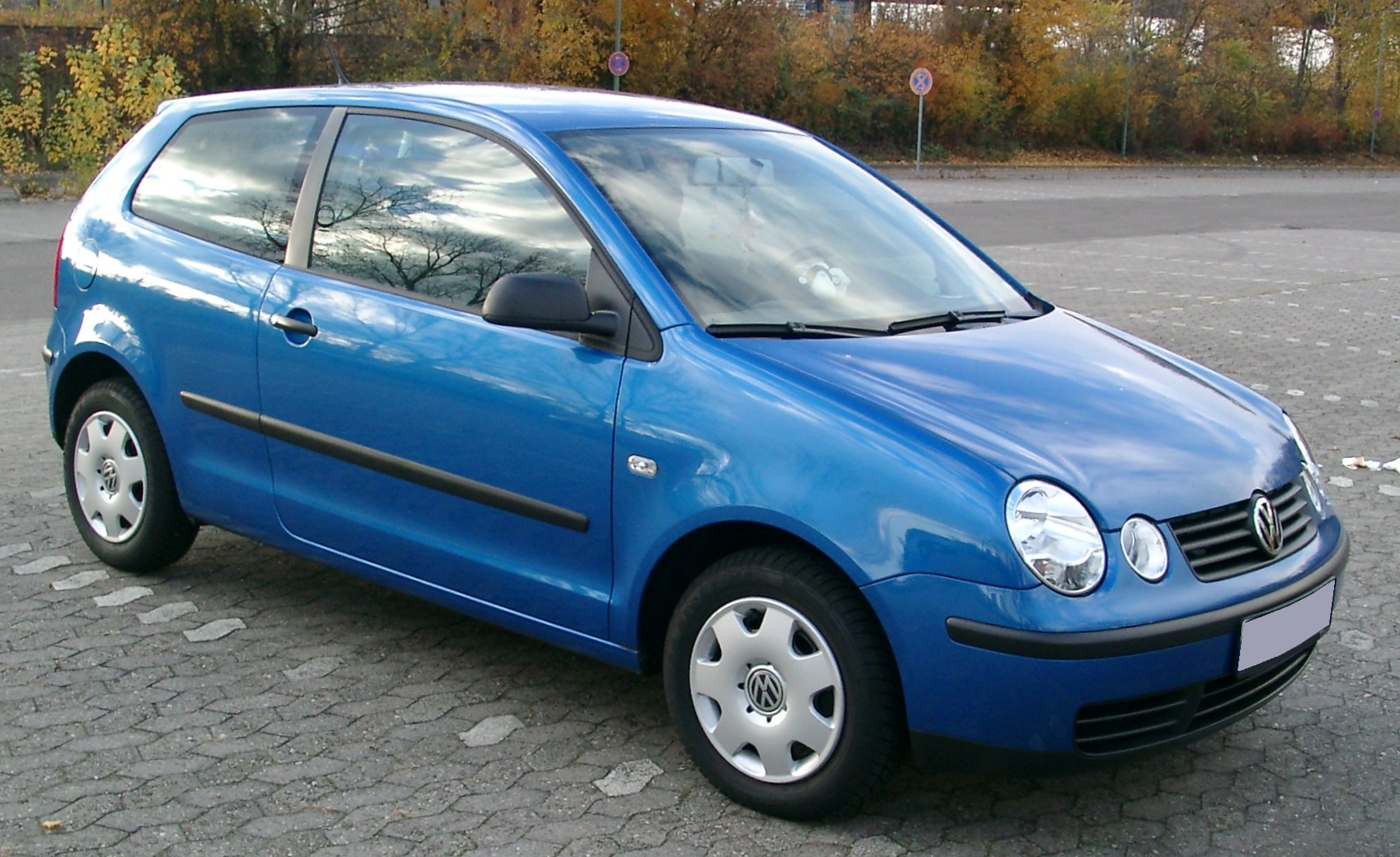
VW Polo Dreitürer (2001–2005)
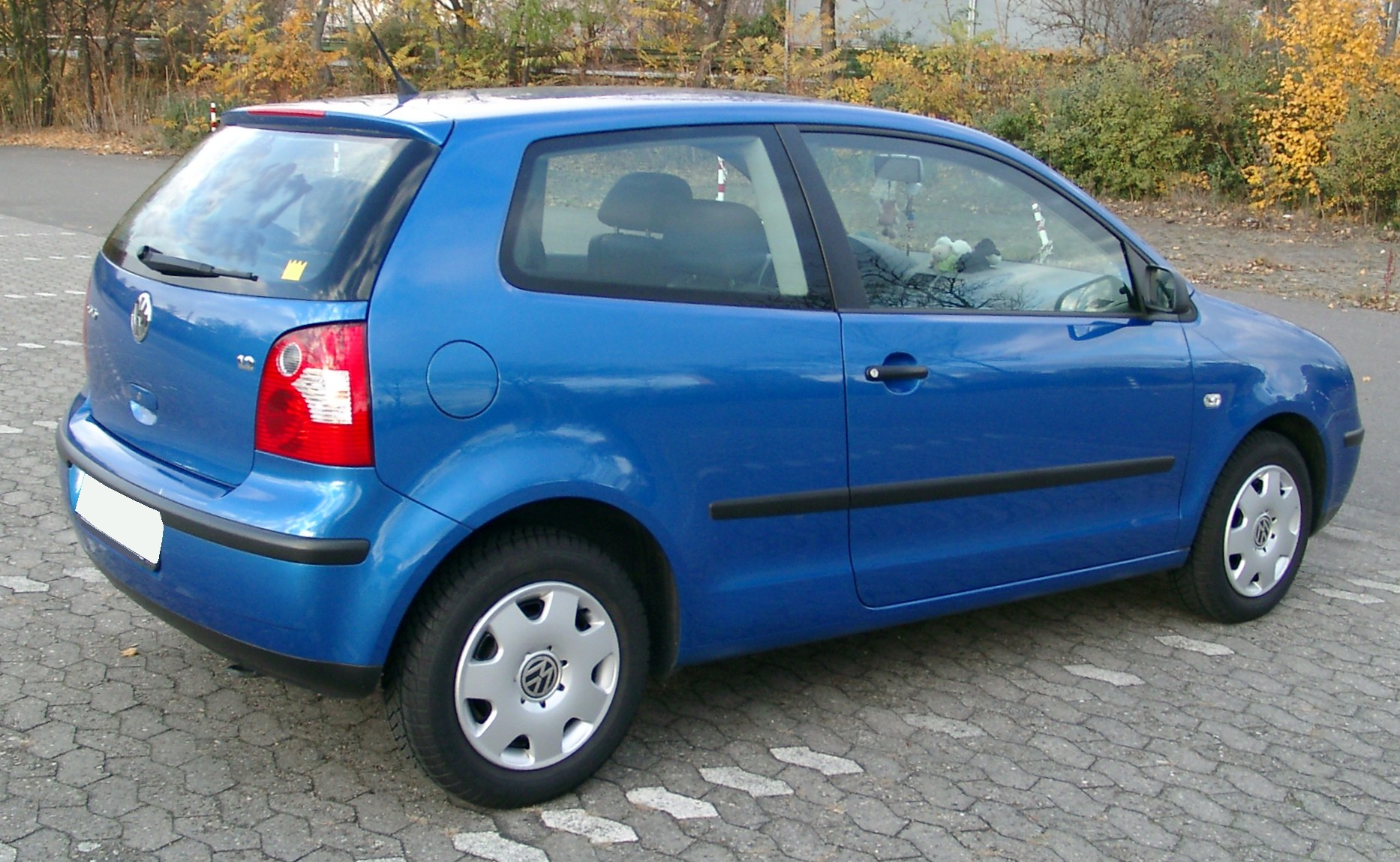
Heckansicht
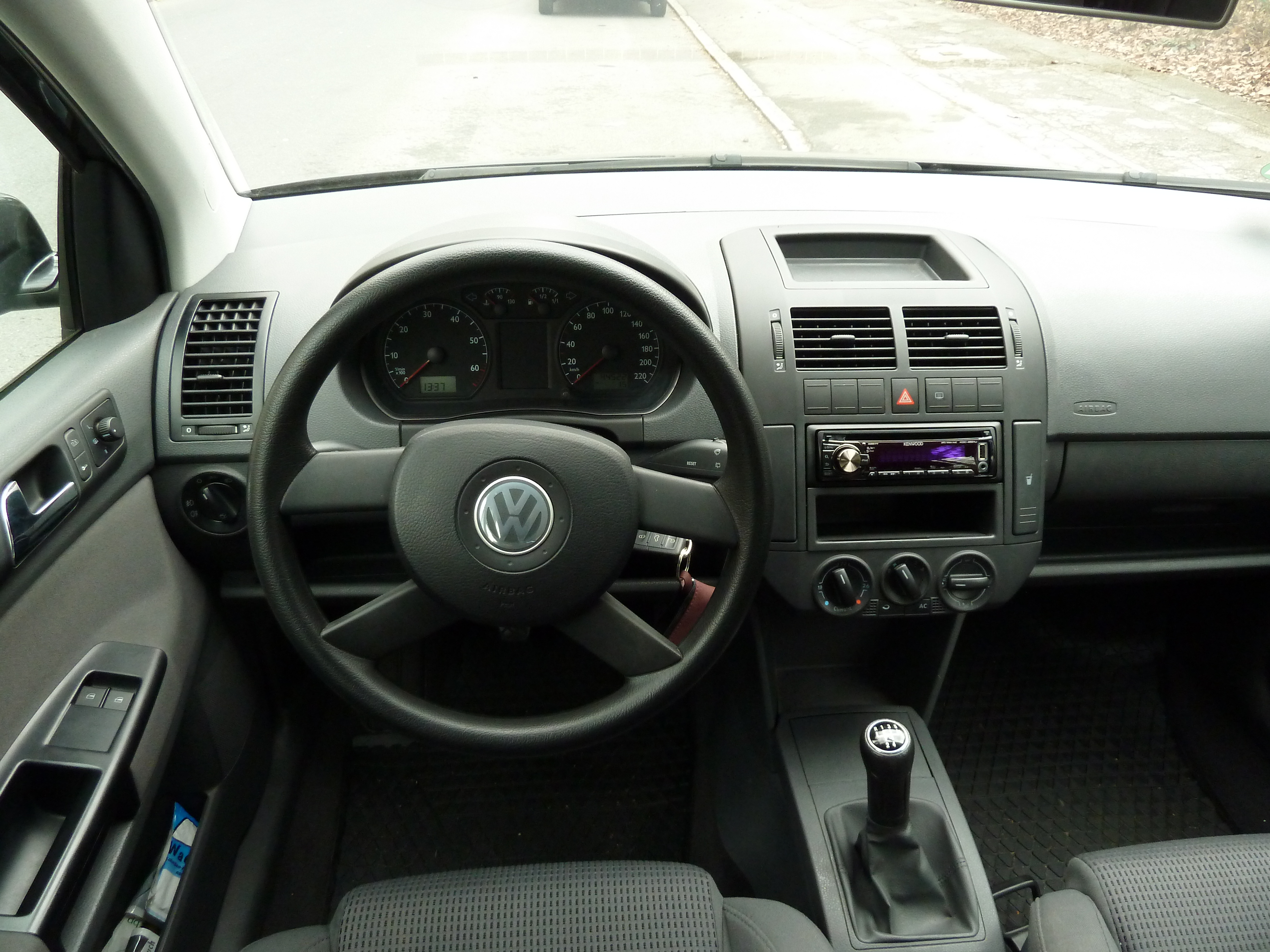
Interieur eines Polo Trend (spanischer Reimport)
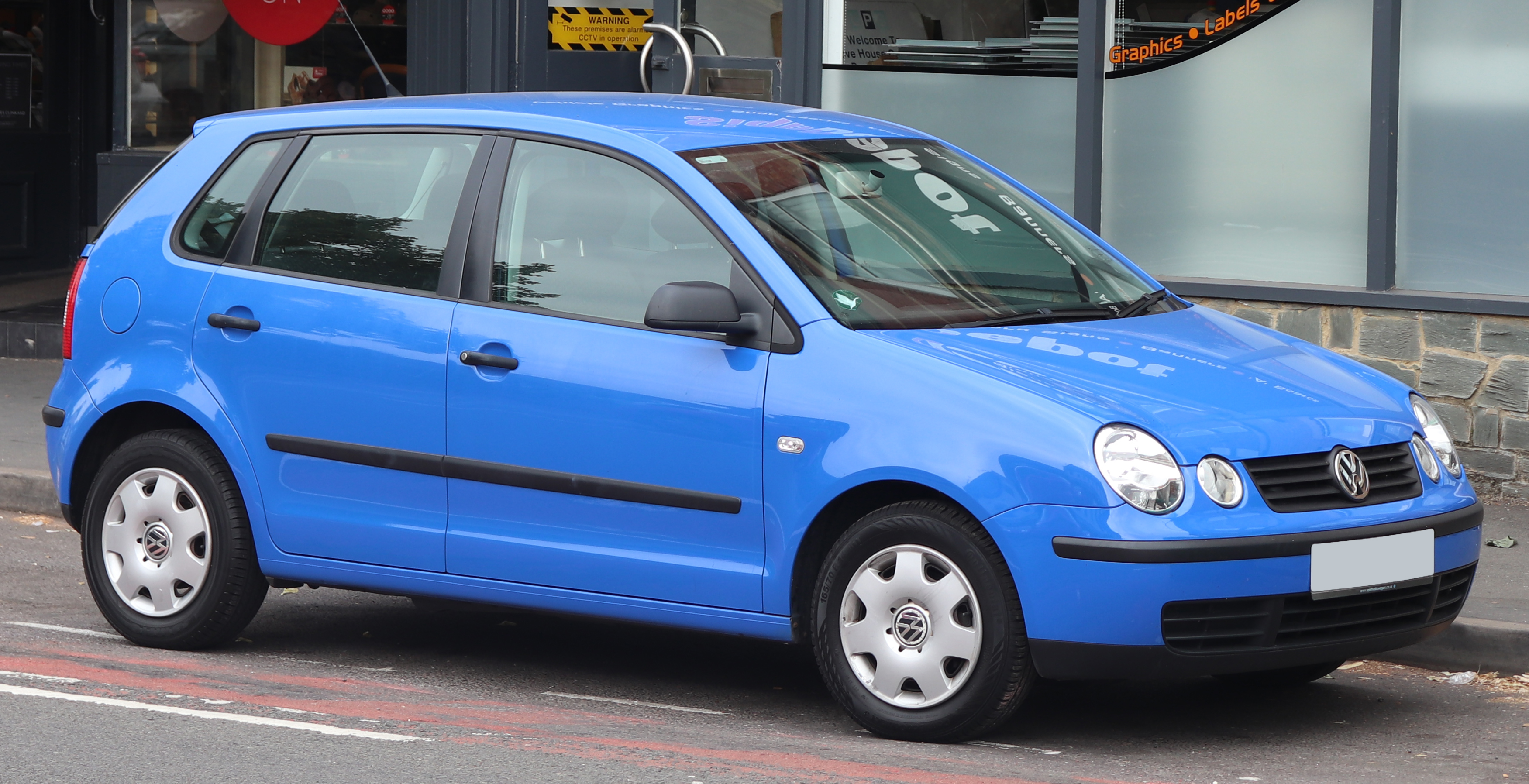
VW Polo Fünftürer (2001–2005)
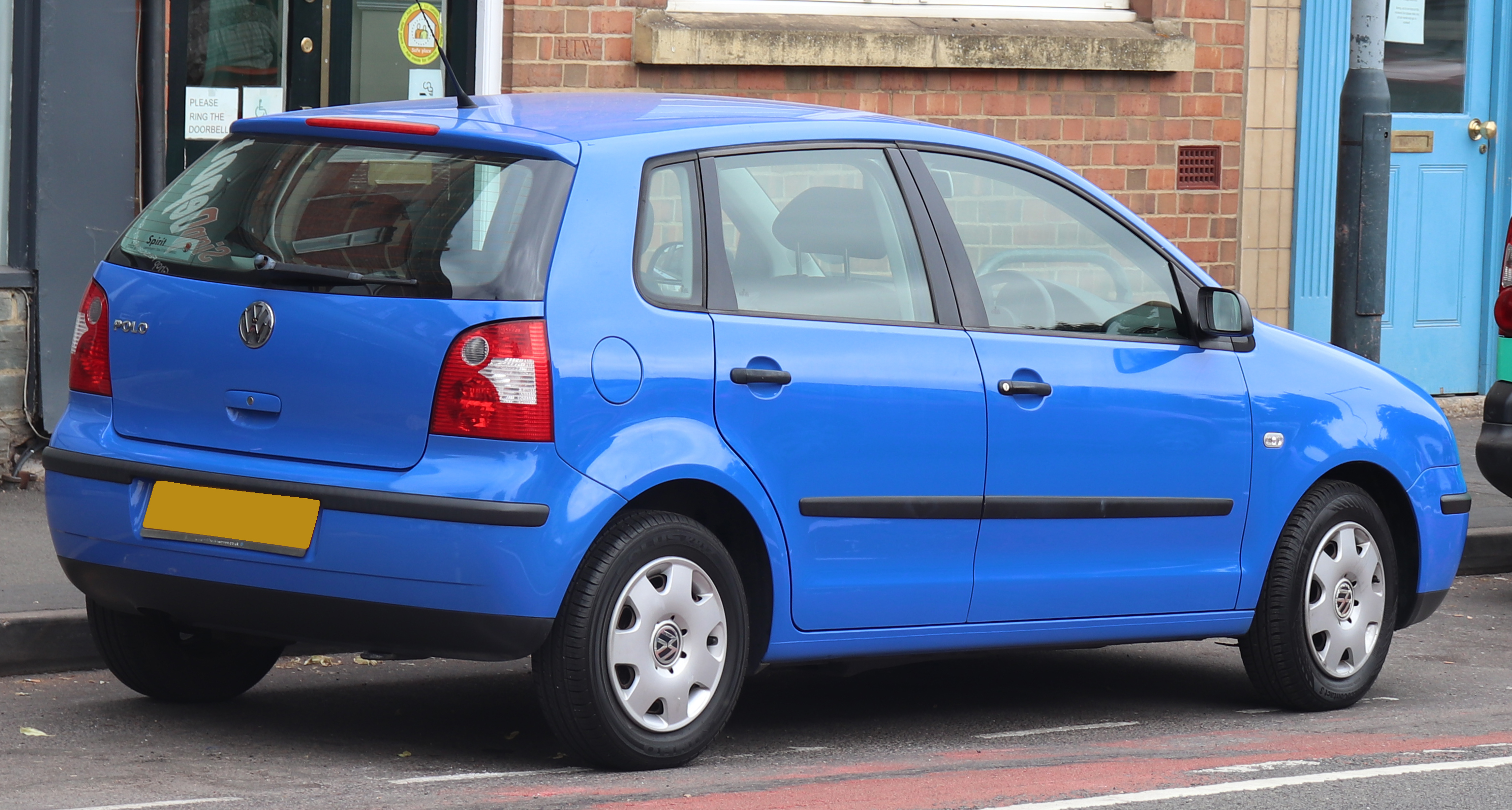
Heckansicht
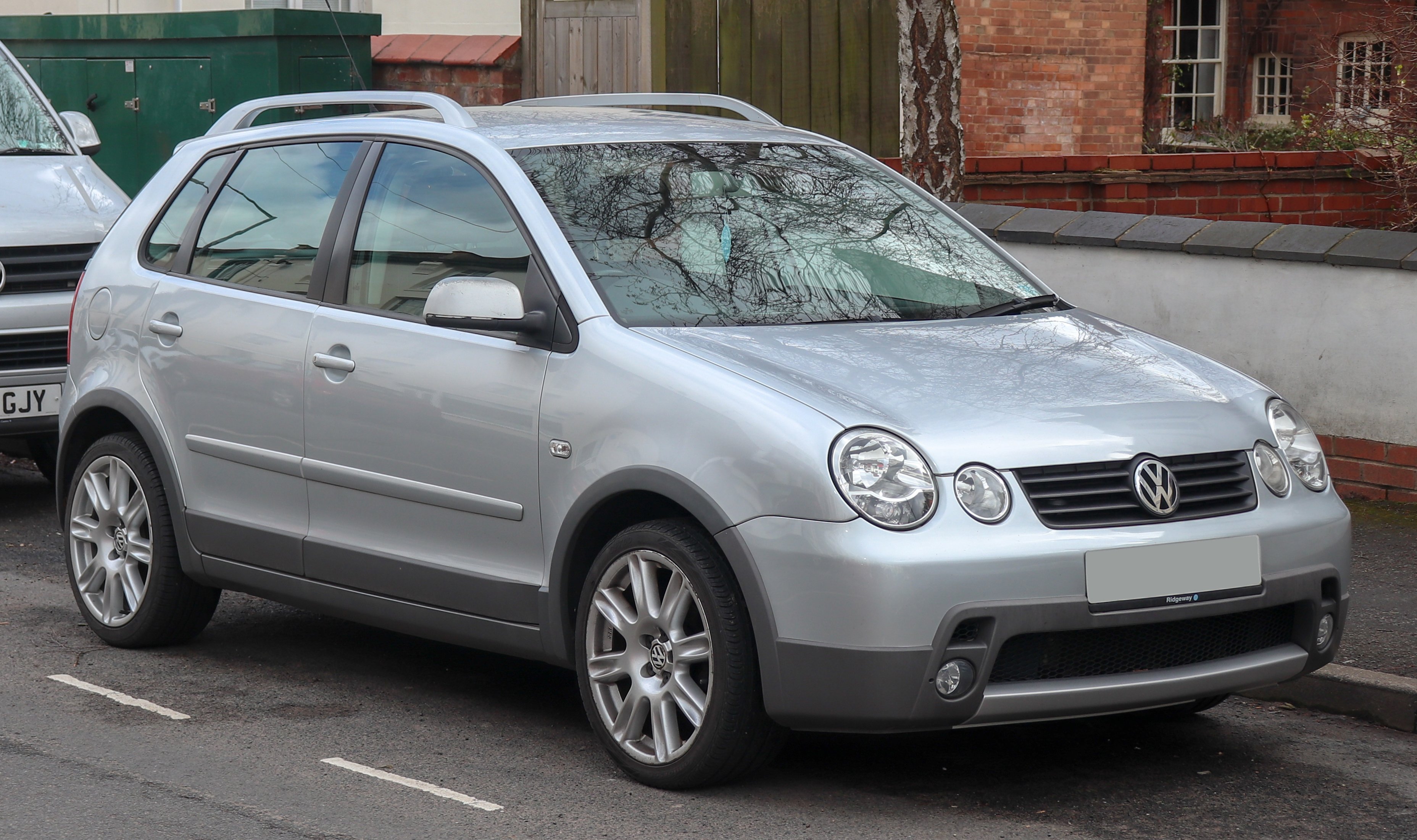
VW Polo Dune

### Sondermodelle
Ab Ende 2003 wurde das ausschließlich mit fünf Türen erhältliche Sondermodell Special gebaut, dessen Grundausstattung unter anderem Alarmanlage, elektrische Fensterheber, Zentralverriegelung, 16-Zoll-Leichtmetallräder und ein MP3-fähiges Radio von Volkswagen Individual umfasste.
Zu Beginn des Jahres 2004 wurde das Sondermodell Cricket angeboten, das die Serienausstattung unter anderem mit automatisch abblendendem Innenspiegel, CD-Wechsler, elektrischen Fensterhebern, Geschwindigkeitsregelanlage, Klimaanlage, Regensensor und Zentralverriegelung erweiterte.
Ebenfalls ab Anfang 2004 war das Sondermodell GT erhältlich, dessen Grundausstattung unter anderem ein Sportfahrwerk mit etwa 15 Millimeter Tieferlegung und 16-Zoll-Leichtmetallrädern, elektrische Fensterheber und Zentralverriegelung beinhaltete. Der GT war mit Ottomotoren oder Dieselmotoren ab 55 kW (75 PS) Leistung verfügbar.

### Modellvarianten
Im Laufe der Zeit wurden mehrere Varianten der ersten Version des Polo IV angeboten, die sich von der normalen Serienversion durch eine geänderte Grundausstattung und Veränderungen an der Karosserie unterschieden.

#### Polo Limousine (Typ 9N2)

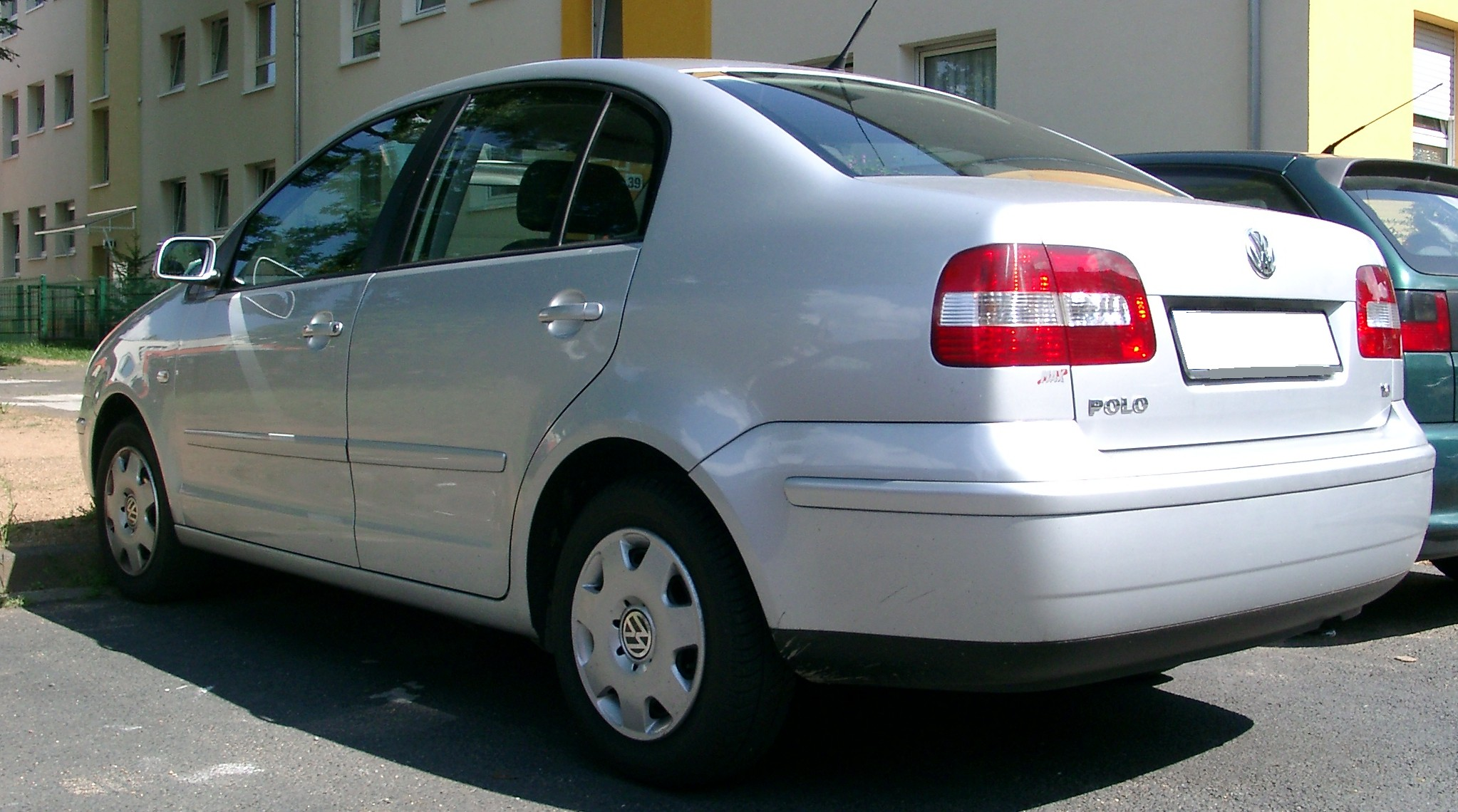
VW Polo Limousine (2003–2005)

Die Polo Limousine genannte Stufenheck-Variante des Polo IV wurde ab Oktober 2003 in Brasilien gebaut und von dort aus nach Europa exportiert. Die Fahrzeuge haben eine ab der B-Säule eigenständige und gegenüber der Steilheck-Version um 28 Zentimeter verlängerte Karosserie. Dadurch steht den Insassen im Fond mehr Platz zur Verfügung und der Kofferraum fasst 432 Liter statt der 270 Liter beim Steilheck. Die Grundausstattung der Fahrzeuge umfasst unter anderem elektrische Fensterheber und Zentralverriegelung.

#### Polo Fun

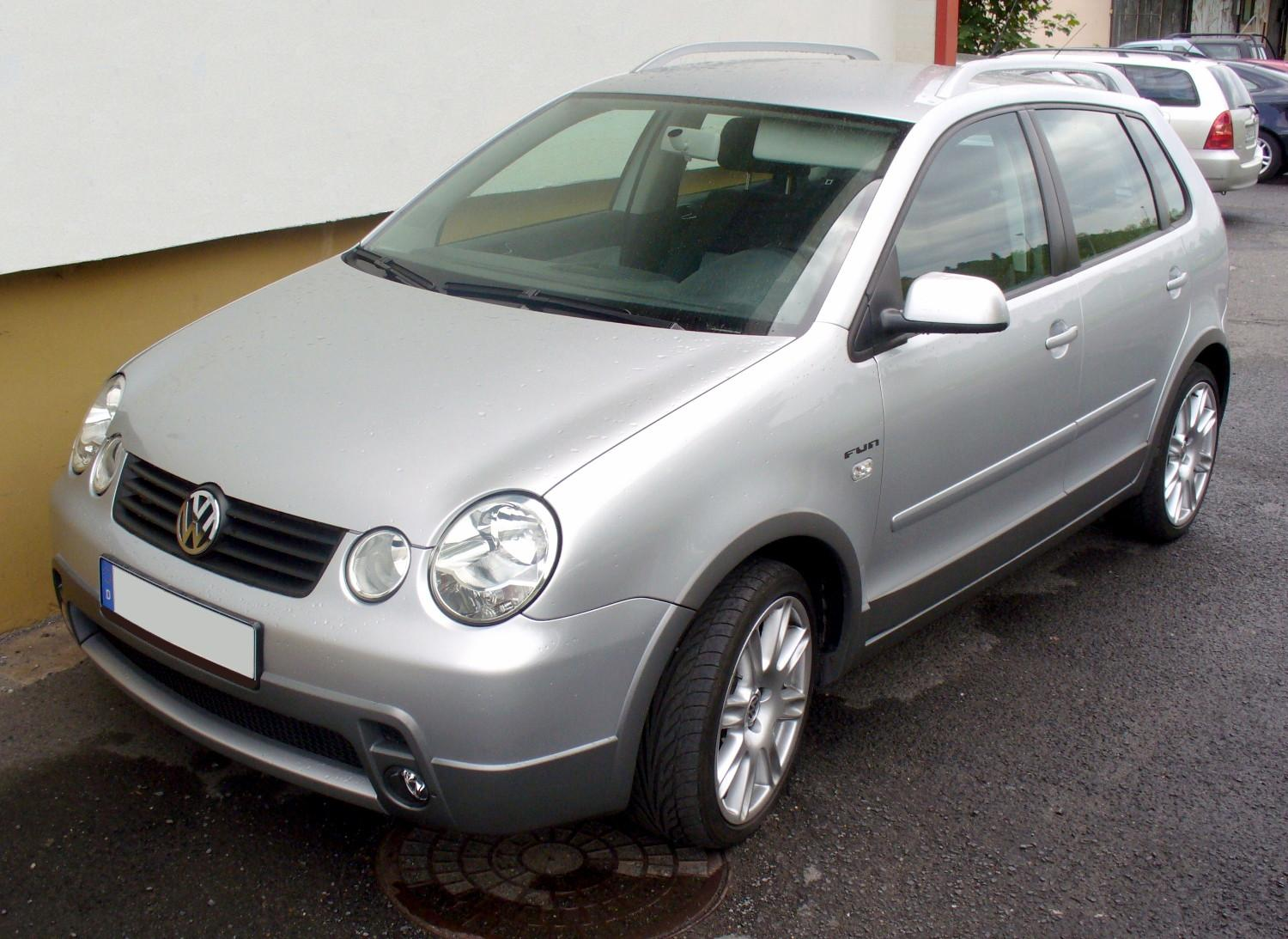
VW Polo Fun (2004–2005)

Der von Volkswagen Individual entwickelte Polo Fun wurde im Frühjahr 2004 eingeführt. Ursprünglich war er nur als Sondermodell mit 5000 gebauten Exemplaren geplant, wurde aufgrund der hohen Nachfrage aber bald als eigene Modellvariante etabliert. Der ausschließlich mit fünf Türen erhältliche Polo Fun unterschied sich äußerlich von der Normalversion des Polo durch das an ein SUV erinnernde Aussehen mit eigenständiger Front- und Heckschürze, Kunststoffabdeckungen an Kotflügeln, Schwellern und Türen, Dachreling, serienmäßigen Nebelscheinwerfern und 17-Zoll-Leichtmetallrädern von BBS. Dachreling und Außenspiegelgehäuse waren unabhängig von der Außenfarbe des Fahrzeugs immer silbern lackiert. Die Serienausstattung umfasste unter anderem Sportsitze für Fahrer und Beifahrer, Lederlenkrad, Zentralverriegelung mit Funkfernbedienung, elektrische Fensterheber und Kassettenradio. Als Motorisierung waren Ottomotoren von 40 bis 74 kW (54 bis 101 PS) und Dieselmotoren mit 55 und 74 kW (75 und 101 PS) Leistung erhältlich.
Die Fahrzeuge haben serienmäßig ein Fahrwerk mit rund 15 Millimeter mehr Bodenfreiheit und strafferer Abstimmung, das auch für die Normalserie gegen Aufpreis erhältlich war, sind wegen des fehlenden Allradantriebs aber nur bedingt für den Einsatz im Gelände geeignet.

### Motoren
Zur Markteinführung des Polo IV waren zunächst drei verschiedene Motoren verfügbar: Ein komplett neu entwickelter 3-Zylinder-Ottomotor mit 1,2 Liter Hubraum und 47 kW (64 PS) Leistung, der bereits im Vorgänger erhältliche 4-Zylinder-Ottomotor mit 1,4 Liter Hubraum und 55 kW (75 PS) und der ebenfalls bereits im Vorgänger verfügbare 3-Zylinder-TDI-Dieselmotor mit 1,4 Liter Hubraum und 55 kW (75 PS) Leistung. Kurze Zeit später waren auch ein neu entwickelter 3-Zylinder-Ottomotor mit 1,2 Liter Hubraum und 40 kW (55 PS) Leistung, ein 4-Zylinder-SDI-Dieselmotor mit 1,9 Liter Hubraum und 47 kW (64 PS) und ein 4-Zylinder-TDI-Dieselmotor mit ebenfalls 1,9 Liter Hubraum und 74 kW (101 PS) Leistung erhältlich.
Ab Januar 2002 war ein weiterer, aus dem Vorgänger bekannter Ottomotor mit 1,4 Liter Hubraum und einer Leistung von 74 kW (101 PS) erhältlich. Im April 2002 folgte ein Ottomotor mit FSI-Technik, der bei einem Hubraum von 1,4 Liter eine Leistung von 63 kW (86 PS) erreichte.
Im Oktober 2003 wurde der leistungsstärkste TDI-Motor eingeführt, der aus einem Hubraum von 1,9 Liter eine Leistung von 96 kW (130 PS) entwickelte und damit die Top-Motorisierung der ersten Version des Polo IV markierte.
Alle Ottomotoren erfüllten bereits bei ihrer Einführung die Anforderungen der Euro-4-Abgasnorm. Die Dieselmotoren erreichten zunächst nur eine Einstufung in die Euro-3-Norm. Während die TDI-Motoren im Laufe der Zeit überarbeitet wurden, um die Euro-4-Einstufung zu erreichen, erfüllte der 47-kW-SDI-Motor (64 PS) während seiner gesamten Bauzeit lediglich die Anforderungen der Klasse Euro 3.

#### Technische Daten

##### Ottomotoren
| Modell                                                                               | 1.2                                       | 1.2                                       | 1.4                                       | 1.4 FSI                             | 1.4                                       | 1.4                                       |
| ------------------------------------------------------------------------------------ | ----------------------------------------- | ----------------------------------------- | ----------------------------------------- | ----------------------------------- | ----------------------------------------- | ----------------------------------------- |
| Bauzeitraum                                                                          | 11/2001–05/2005                           | 11/2001–05/2005                           | 11/2001–05/2005                           | 04/2002–05/2005                     | 01/2002–06/2002                           | 07/2002–05/2005                           |
| Motorkennbuchstaben                                                                  | AWY, BMD                                  | AZQ, BME                                  | AUA, BBY, BKY                             | AXU                                 | AUB                                       | BBZ                                       |
| Bauart und Zylinderzahl                                                              | R3-Ottomotor mit Multi-Point-Einspritzung | R3-Ottomotor mit Multi-Point-Einspritzung | R4-Ottomotor mit Multi-Point-Einspritzung | R4-Ottomotor mit Direkteinspritzung | R4-Ottomotor mit Multi-Point-Einspritzung | R4-Ottomotor mit Multi-Point-Einspritzung |
| Ventile                                                                              | 6                                         | 12                                        | 16                                        | 16                                  | 16                                        | 16                                        |
| Hubraum, cm³                                                                         | 1198                                      | 1198                                      | 1390                                      | 1390                                | 1390                                      | 1390                                      |
| max. Leistung, kW (PS) bei 1/min                                                     | 40 (54)/4750                              | 47 (64)/5400                              | 55 (75)/5000                              | 63 (86)/5000                        | 74 (101)/6000                             | 74 (101)/6000                             |
| max. Drehmoment, Nm bei 1/min                                                        | 106/3000                                  | 112/3000                                  | 126/3800                                  | 130/3750                            | 126/4400                                  | 126/4400                                  |
| Getriebe, serienmäßig                                                                | 5-Gang-Schaltgetriebe                     | 5-Gang-Schaltgetriebe                     | 5-Gang-Schaltgetriebe                     | 5-Gang-Schaltgetriebe               | 5-Gang-Schaltgetriebe                     | 5-Gang-Schaltgetriebe                     |
| Getriebe, optional                                                                   | —                                         | —                                         | 4-Stufen-Automatikgetriebe                | —                                   | —                                         | —                                         |
| Höchstgeschwindigkeit, km/h (1)                                                      | 152                                       | 162                                       | 172 (168)                                 | 178                                 | 188                                       | 188                                       |
| Beschleunigung von 0–100 km/h, s (1)                                                 | 17,5                                      | 14,9                                      | 12,9 (15,3)                               | 12,1                                | 10,9                                      | 10,9                                      |
| Kraftstoffverbrauch, l/100 km (nach EWG-Richtlinie) (1)                              | 5,8–6,0                                   | 5,9–6,0                                   | 6,4–6,5 (7,4–7,6)                         | 5,8–5,9                             | 6,6–6,7                                   | 6,6–6,7                                   |
| CO2-Emission, g/km (kombiniert) (1)                                                  | 139–144                                   | 142–144                                   | 154–156 (178–182)                         | 139–142                             | 158–161                                   | 158–161                                   |
| Abgasnorm nach EU-Klassifikation                                                     | Euro 4                                    | Euro 4                                    | Euro 4                                    | Euro 4                              | Euro 4                                    | Euro 4                                    |
| Bemerkung                                                                            |                                           |                                           | auch als Stufenheck                       | nicht für E10-Kraftstoff geeignet   | auch als Stufenheck                       | auch als Stufenheck                       |
| (1) Angaben in Klammern ( ) gelten für Fahrzeuge mit vierstufigem Automatikgetriebe. |                                           |                                           |                                           |                                     |                                           |                                           |

##### Dieselmotoren
| Modell | 1.9 SDI                                    | 1.4 TDI (1) (2)                               | 1.9 TDI (2)                                   | 1.9 TDI (2)                                   |
| --- | ------------------------------------------ | --------------------------------------------- | --------------------------------------------- | --------------------------------------------- |
| Bauzeitraum | 11/2001–05/2005                            | 11/2001–05/2005                               | 11/2001–05/2005                               | 10/2003–05/2005                               |
| Motorkennbuchstaben | ASY                                        | AMF, BAY                                      | ATD, AXR                                      | ASZ, BLT                                      |
| Bauart und Zylinderzahl | R4-Dieselmotor mit Verteilereinspritzpumpe | R3-Dieselmotor mit Pumpe-Düse-Einspritzsystem | R4-Dieselmotor mit Pumpe-Düse-Einspritzsystem | R4-Dieselmotor mit Pumpe-Düse-Einspritzsystem |
| Motoraufladung | —                                          | Turbolader                                    | Turbolader                                    | Turbolader                                    |
| Ventile | 8                                          | 6                                             | 8                                             | 8                                             |
| Hubraum, cm³ | 1896                                       | 1422                                          | 1896                                          | 1896                                          |
| max. Leistung, kW (PS) bei 1/min | 47 (64)/4000                               | 55 (75)/4000                                  | 74 (101)/4000                                 | 96 (130)/4000                                 |
| max. Drehmoment, Nm bei 1/min | 125/1600–2800                              | 195/2200                                      | 240/1800–2400                                 | 310/1900                                      |
| Getriebe, serienmäßig | 5-Gang-Schaltgetriebe                      | 5-Gang-Schaltgetriebe                         | 5-Gang-Schaltgetriebe                         | 6-Gang-Schaltgetriebe                         |
| Getriebe, optional | —                                          | —                                             | —                                             | —                                             |
| Höchstgeschwindigkeit, km/h | 160                                        | 170                                           | 188                                           | 206                                           |
| Beschleunigung von 0–100 km/h, s | 17,0                                       | 13,6                                          | 10,7                                          | 9,2                                           |
| Kraftstoffverbrauch, l/100 km (nach EWG-Richtlinie) | 4,7–4,9                                    | 4,4–4,6                                       | 4,9–5,0                                       | 5,2–5,3                                       |
| CO2-Emission, g/km (kombiniert) | 127–132                                    | 119–124                                       | 132–135                                       | 140–143                                       |
| Abgasnorm nach EU-Klassifikation | Euro 3                                     | Euro 3/Euro 4                                 | Euro 3/Euro 4                                 | Euro 3/Euro 4                                 |
| Bemerkung | auch mit Stufenheck                        | auch mit Stufenheck                           |                                               |                                               |
| (1) Der TDI-Motor mit 55 kW war bis 2002 am roten „DI“ im „TDI“-Schriftzug zu erkennen (TDI) (2) ab 2003 gilt: 55 kW / TDI – 74 kW / TDI – 96 kW / TDI |                                            |                                               |                                               |                                               |

## Polo (Typ 9N3, 2005–2009)

### Facelift
Am 14. März 2005 startete der Vorverkauf des überarbeiteten Polo IV. Nach der offiziellen Markteinführung am 30. April 2005 wurde diese Version bis Mai 2009 gebaut. Die modernisierte Ausführung unterschied sich von ihrem Vorgänger vor allem durch diverse äußerliche Veränderungen, wohingegen die zugrunde liegende Technik weitgehend gleich blieb. Die Serienausstattung der Fahrzeuge wurde mit elektrischen Fensterhebern und Zentralverriegelung aufgewertet, das Fahrwerk modifiziert und straffer abgestimmt.
Die Fahrzeugfront trägt das zum Zeitpunkt der Markteinführung aktuelle „Konzerngesicht“ der Marke Volkswagen mit V-förmigem Wappengrill. Das Design der Klarglas-Frontscheinwerfer lehnt sich an dem des Golf V an, Motorhaube und vordere Kotflügel wurden neu geformt. Die Seitenblinker wurden aus den Kotflügeln in die Gehäuse der Außenspiegel verlegt und in LED-Technik ausgeführt. Die Heckklappe wurde leicht mit einer tiefer nach unten gezogenen Heckscheibe modifiziert, die Rückleuchten überarbeitet und erschienen nun im sogenannten „Lexus-Design“.
Der Innenraum wurde gegenüber dem des Vorgängermodells nur wenig verändert. Die dritte Sonnenblende über dem Innenspiegel wurde entfernt und durch einen schmalen Blendstreifen an der Frontscheibe ersetzt. Das Armaturenbrett wurde nun generell aus Hartplastik gefertigt, während es im Vorgänger in den höheren Ausstattungslinien aus geschäumtem Kunststoff bestand. Das gegen Aufpreis erhältliche Lederlenkrad und in späteren Modelljahren auch das serienmäßige Lenkrad wurden neu gestaltet.
Die mögliche Sonderausstattung wurde um ParkPilot, Reifendruckkontrollsystem und Coming-Home-Funktion ergänzt und die im Vorgänger erhältlichen Kassettenradios durch ein CD-Radio ersetzt, das wahlweise auch mit der Möglichkeit zum Abspielen von MP3-Dateien erhältlich war.

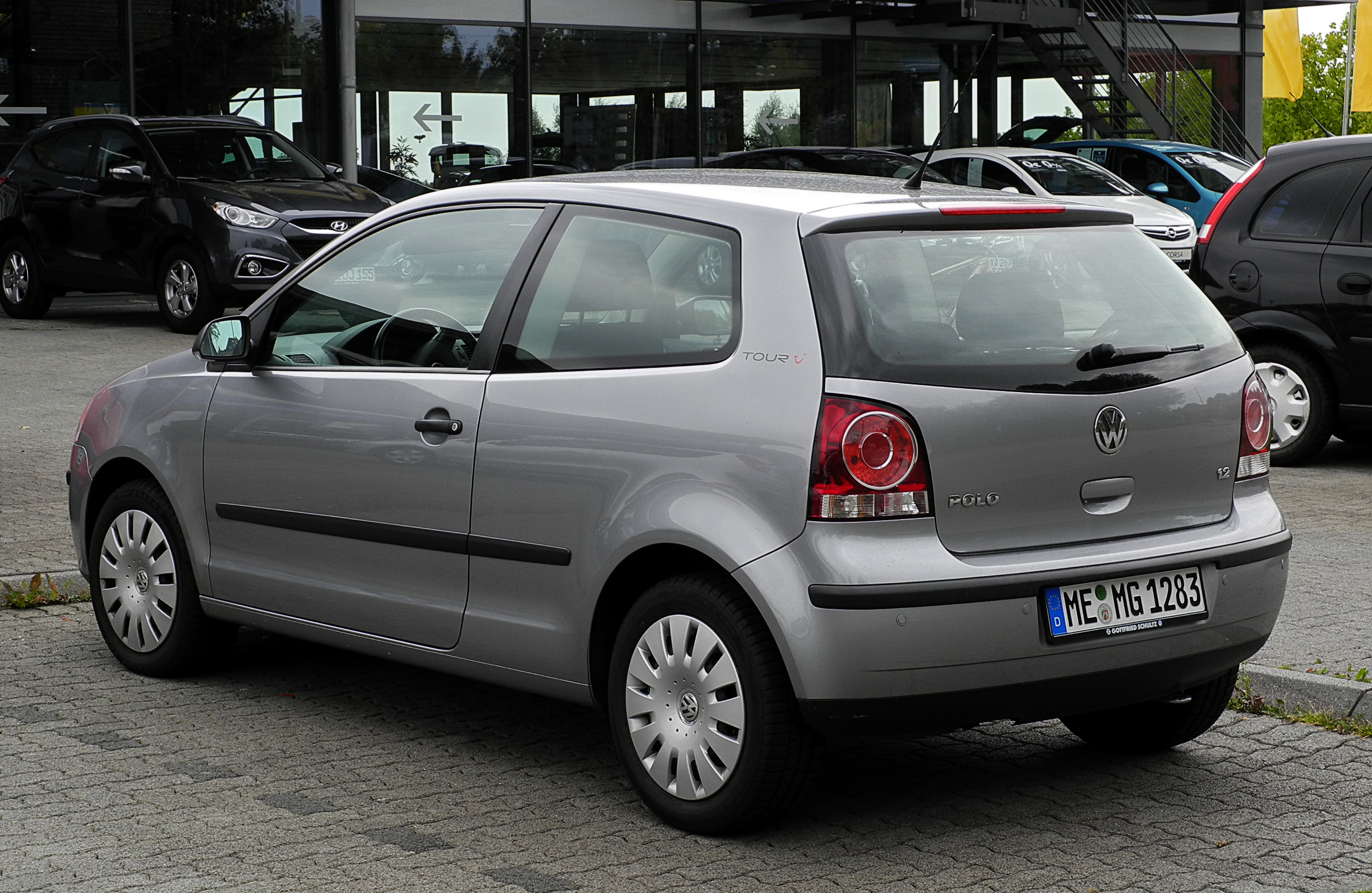
Heckansicht
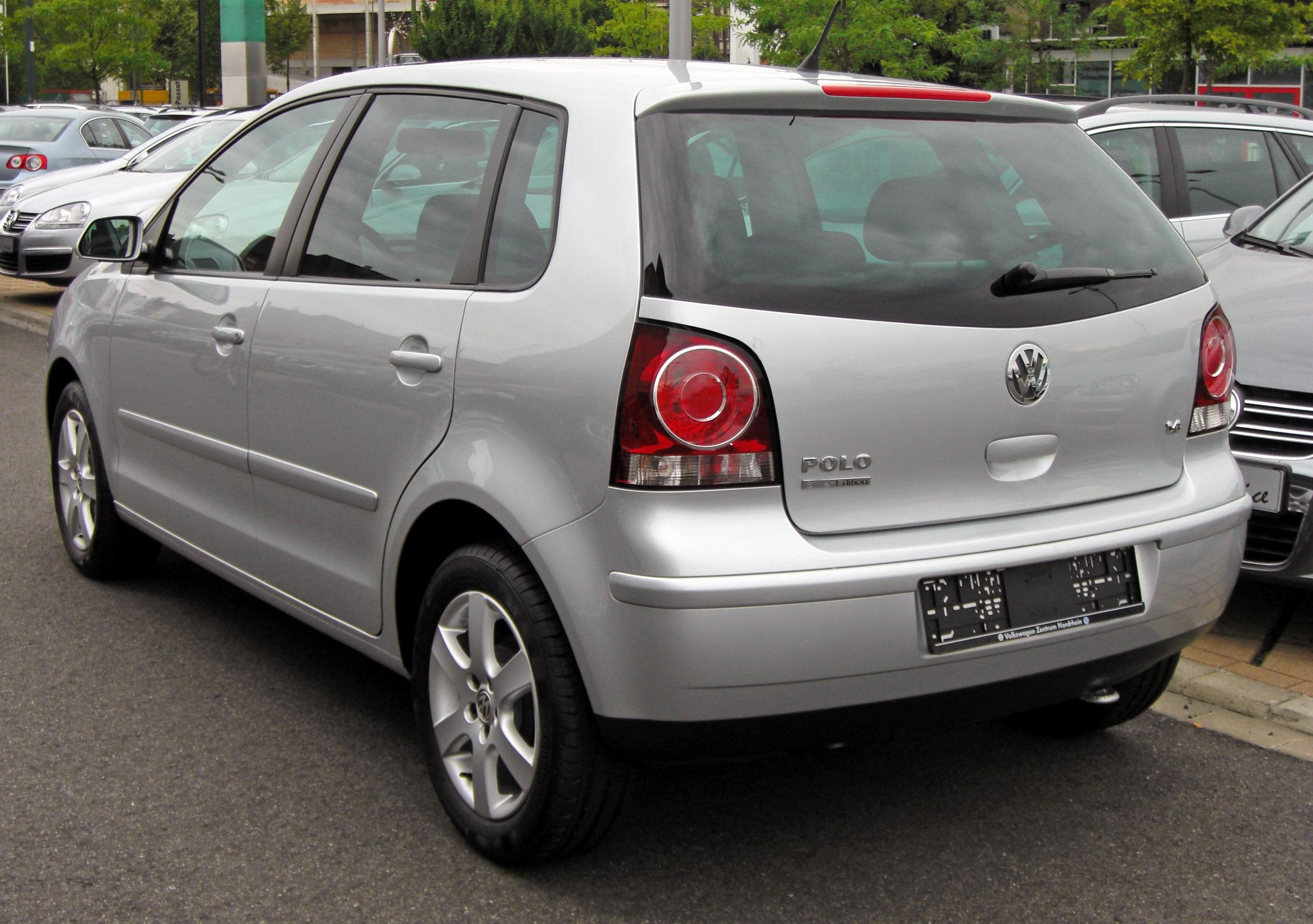
VW Polo Fünftürer (2005–2009)

### Sondermodelle
Von Januar 2006 bis Juli 2006 wurde anlässlich der Fußball-Weltmeisterschaft 2006 in Deutschland das Sondermodell Goal angeboten, das serienmäßig mit CD-Radio, Geschwindigkeitsregelanlage, Klimaanlage, Multifunktionsanzeige und ParkPilot ausgestattet war.
Das zweite, in Kooperation mit dem Touristikunternehmen TUI angebotene Sondermodell Tour bzw. Tour Edition hatte zusätzlich zur bereits beim Sondermodell Goal angebotenen Grundausstattung ein Elektronisches Stabilitätsprogramm (ESP), Schiebedach (nur Tour Edition) und abgedunkelte Seiten- und Heckscheiben (nur Tour Edition) und wurde bis September 2007 gebaut.
Ab Oktober 2007 wurde das Sondermodell United angeboten, das die bereits im vorhergehenden Sondermodell enthaltene Grundausstattung unter anderem durch beheizbare Vordersitze und eine Scheinwerferreinigungsanlage ergänzte.
Ab Frühjahr 2008 wurden zusätzlich zum United die beiden Sondermodelle Black Edition und Silver Edition angeboten, die die Serienausstattung des Polo unter anderem mit CD-Radio, ESP, Klimaanlage, abgedunkelten Seiten- und Heckscheiben, Frontscheinwerfern mit schwarzem Gehäuse (nur Black Edition) und 16-Zoll-Leichtmetallrädern erweiterten. Beide Modelle waren ausschließlich mit schwarzer oder silberner Lackierung erhältlich.
Im Rahmen des Sponsoring der beiden Fußballvereine FC Schalke 04 und Werder Bremen wurden zwei entsprechende Sondermodelle des Polo als Kleinserien produziert. Der in der Farbe Summerblue lackierte und mit grauen und weißen Designelementen versehene Polo S04 Edition wurde auf dem „Schalke-Tag“ am 20. Juli 2008 vorgestellt, der weiß, schwarz oder silbern lackierte Polo Werder Edition am 3. August 2008, dem „Tag der Fans“, im Weserstadion in Bremen. Beide Modelle tragen an verschiedenen Stellen im Innen- und Außenbereich Schriftzüge und Logos des jeweiligen Vereins.

### Modellvarianten
Im Laufe der Zeit wurden auch vom überarbeiteten Modell des Polo IV verschiedene Varianten auf den Markt gebracht, die sich von der Serienversion nicht nur durch eine geänderte Grundausstattung unterschieden, sondern teilweise eine modifizierte Karosserie oder einen für das normale Modell nicht erhältlichen Motor bekamen.

#### CrossPolo

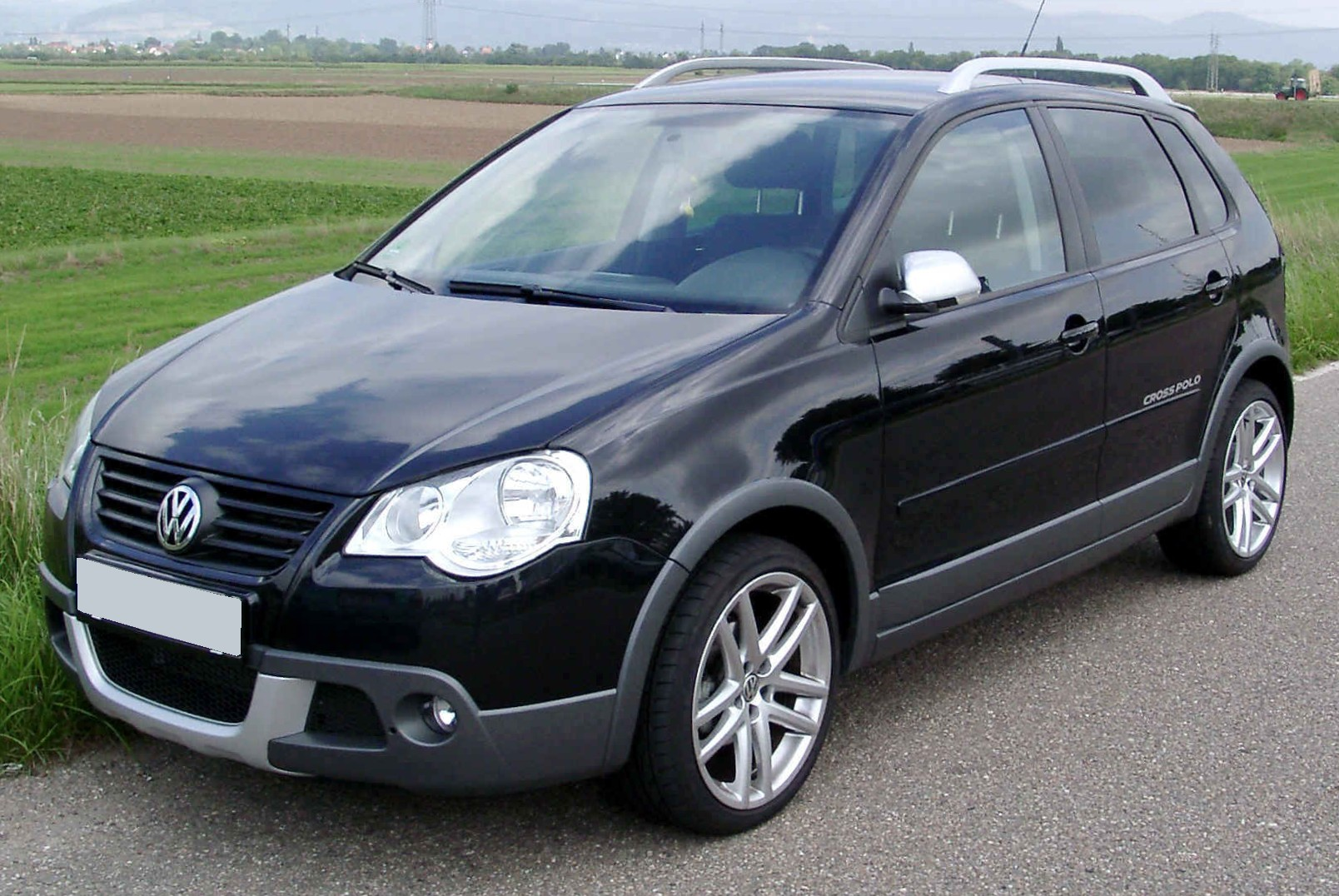
VW CrossPolo (2006–2009)

Der CrossPolo entstand unter der Federführung von Volkswagen Individual und wurde im November 2005 auf der Essen Motor Show präsentiert. Er stellt den Nachfolger des Polo Fun dar und wurde ab Februar 2006 gebaut. Wie sein Vorgänger war der CrossPolo ausschließlich mit fünf Türen erhältlich und unterscheidet sich äußerlich von der Normalversion des Polo durch seine an ein Sport Utility Vehicle (SUV) erinnernden Anbauteile wie Front- und Heckschürze, Kunststoffabdeckungen an Kotflügeln, Schwellern und Türen, Dachreling, serienmäßigen Nebelscheinwerfern und 17-Zoll-Leichtmetallrädern. Dachreling und Außenspiegelgehäuse sind unabhängig von der Außenfarbe des Fahrzeugs immer silbern lackiert. Die Serienausstattung umfasste unter anderem Sportsitze für Fahrer und Beifahrer, Lederlenkrad und Zentralverriegelung mit Funkfernbedienung. Der Crosspolo war mit Ottomotoren mit 47, 55 oder 74 kW (64, 75 oder 101 PS), später 51, 59 und 77 kW (69, 80 und 105 PS) oder Dieselmotoren mit 51 und 74 kW (69 und 101 PS) Leistung erhältlich.
Das Fahrwerk der Fahrzeuge bietet rund 15 Millimeter mehr Bodenfreiheit und straffere Abstimmung. Es war auch für die Serie gegen Aufpreis erhältlich, ist aber ohne Allradantrieb nur bedingt für Fahrten im Gelände geeignet.
Wie der Polo Fun wurde auch der CrossPolo zunächst mit Leichtmetallrädern von BBS ausgestattet. Ab dem Modelljahr 2008, das im Mai 2007 begann, wurden die Fahrzeuge jedoch serienmäßig mit 17-Zoll-Leichtmetallrädern von Volkswagen Individual ausgerüstet, nachdem BBS zu Beginn des Jahres 2007 wegen fehlender Liquidität die Insolvenz beantragt hatte. Die BBS-Leichtmetallräder waren jedoch auf Wunsch ohne Mehrpreis weiterhin erhältlich.

#### Polo BlueMotion

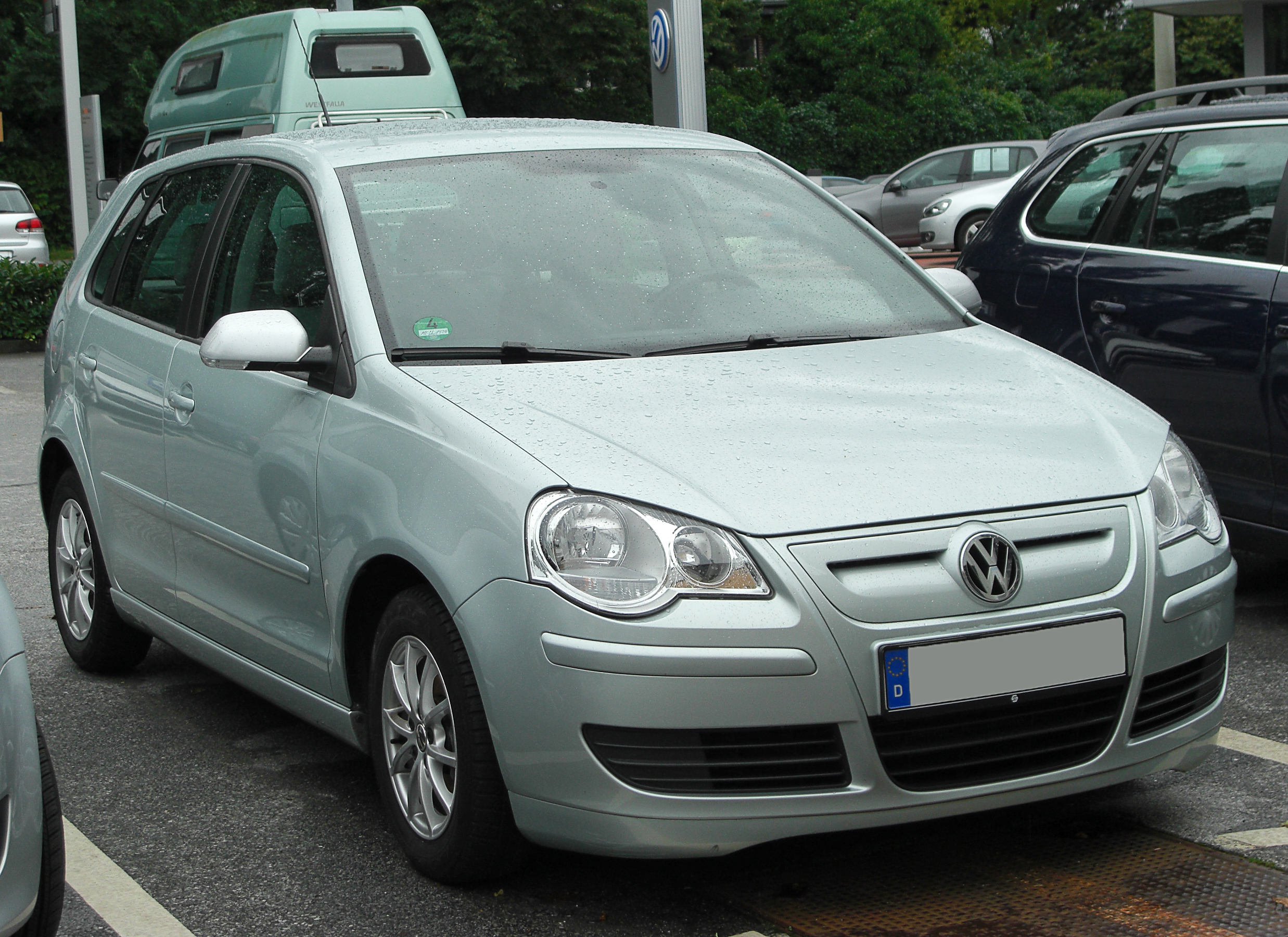
VW Polo BlueMotion (2006–2009)

Der Polo BlueMotion wurde im Frühjahr 2006 auf dem Genfer Auto-Salon vorgestellt und war ab Sommer 2006 erhältlich. Mit ihm wurde bei Volkswagen das BlueMotion-Konzept eingeführt, das im Laufe der Zeit auf alle Modellreihen der Marke ausgeweitet wurde. Ziel war ein geringerer Kraftstoffverbrauch und Schadstoffausstoß.
Der Polo BlueMotion hat zu diesem Zweck einen verringerten Luftwiderstand. Dazu wurde die Karosserie rund 15 Millimeter tiefergelegt, erhielt einen Spoiler an der Front, eine Abrisskante am Heck und eine nahezu geschlossener Kühlermaske. Der Aufpreis zum vergleichbaren Standardmodell betrug 850 EUR (Stand: Januar 2009). Das 5-Gang-Schaltgetriebe ist gegenüber der gleich motorisierten Normalvariante in den Gangstufen 3 bis 5 länger übersetzt, um durch kleinere Motordrehzahl einen niedrigeren Kraftstoffverbrauch zu erreichen. Aus demselben Grund wurde auch die Leerlaufdrehzahl abgesenkt. Der ausschließlich lieferbare Dreizylinder-TDI-Motor mit 59 kW (80 PS) Leistung ist zur Verbesserung der Emissionswerte serienmäßig mit einem Partikelfilter ausgerüstet.
Durch die Kombination dieser Maßnahmen liegt der durchschnittliche Verbrauch bei 3,8 Liter je 100 Kilometer, was einem Verbrauchsvorteil von 0,7 Liter gegenüber der gleich motorisierten Serienversion entspricht. Die Kohlendioxidemission liegt mit 99 Gramm je Kilometer etwa 20 Gramm unter dem Wert der Serie.

#### Polo GT Rocket

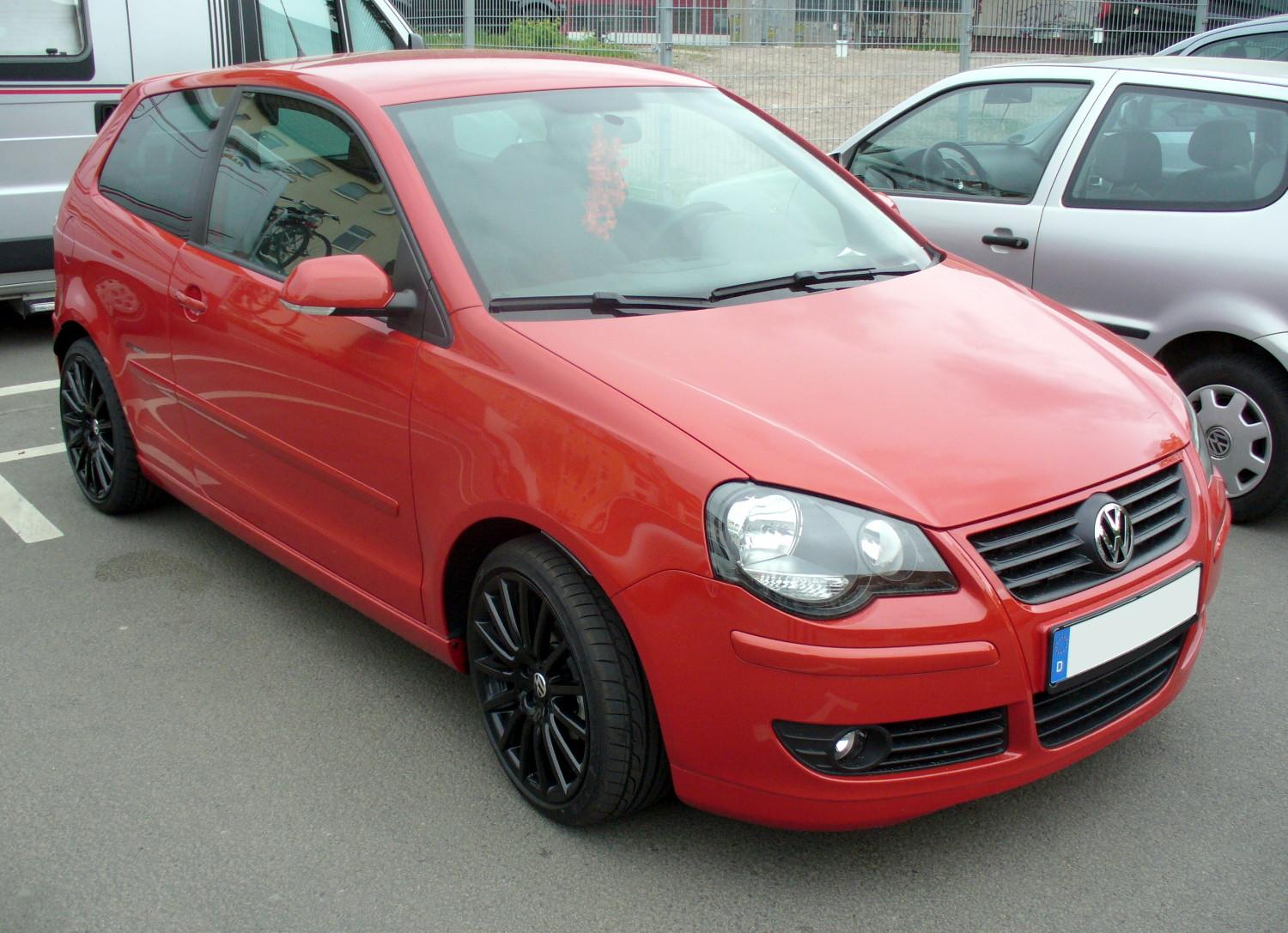
VW Polo GT Rocket (2008–2009)

Der Polo GT Rocket wurde ab Frühjahr 2008 angeboten und unterscheidet sich durch Spoiler an Front und Heck, Abrisskante an der Dachkante, verbreiterte Seitenschweller, Frontscheinwerfer mit schwarzem Gehäuse und 17-Zoll-Leichtmetallräder vom Serienmodell. Die Grundausstattung wurde unter anderem mit CD-Radio, ESP, Klimaanlage, Nebelscheinwerfern, abgedunkelten Seiten- und Heckscheiben und Sportfahrwerk mit etwa 15 Millimeter Tieferlegung ergänzt. Die Fahrzeuge waren ausschließlich mit Ottomotoren von 59 bis 77 kW (80 bis 105 PS) und Dieselmotoren von 59 bis 96 kW (80 bis 131 PS) Leistung erhältlich.

#### Polo GTI

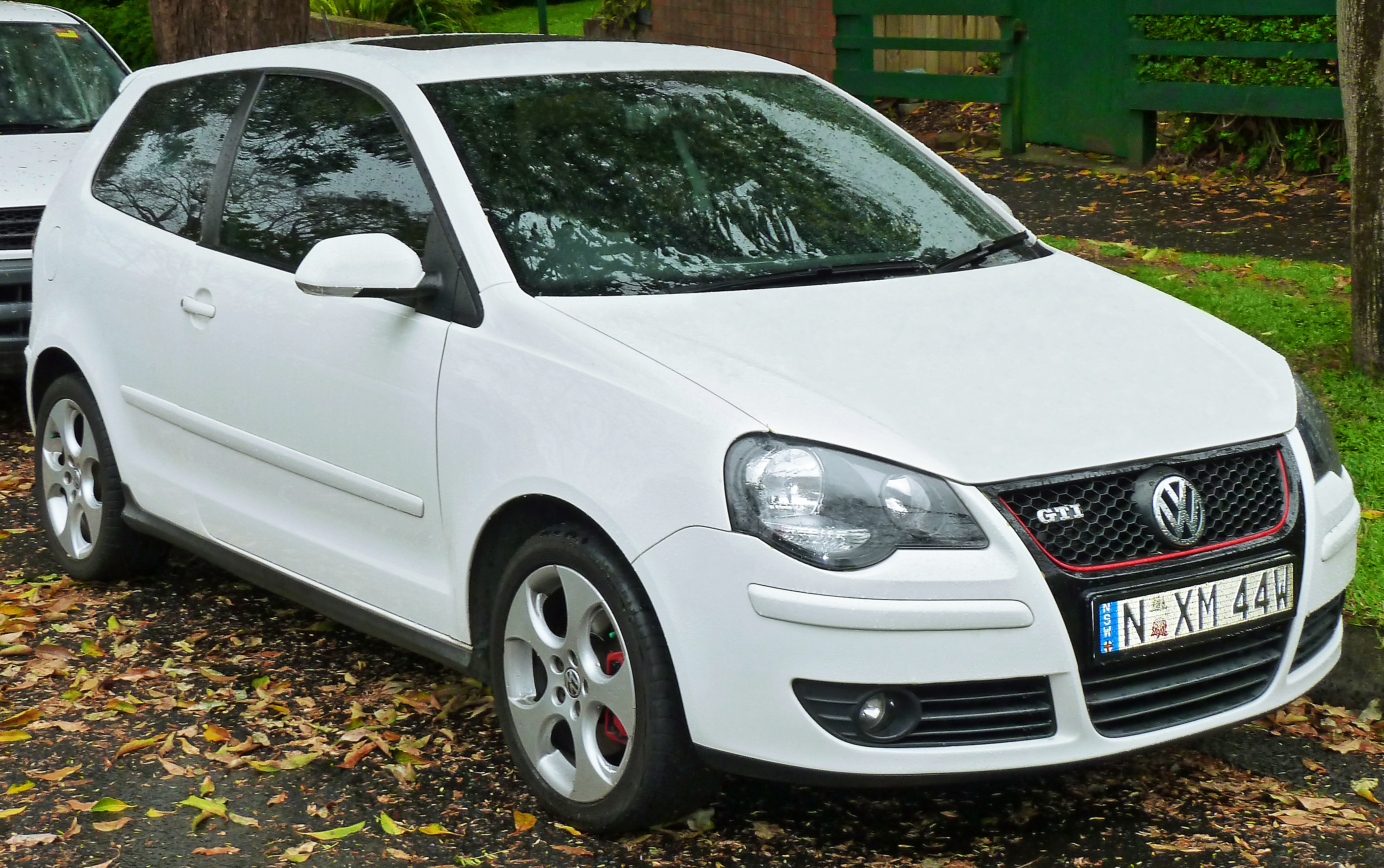
VW Polo GTI (2006–2009)

Nachdem zuletzt in der dritten Polo-Generation eine GTI-Sportversion erhältlich war, wurde mit dem Polo GTI ab dem Frühjahr 2006 erneut eine entsprechende Modellvariante angeboten.
Optisch unterscheidet sich dieses Modell von der normalen Serienversion durch eine teilweise schwarz lackierte Frontpartie, Kühlergrill in Wabenstruktur mit roter Zierumrandung, Frontscheinwerfer mit schwarzem Gehäuse, serienmäßige Nebelscheinwerfer, unlackierte Schwellerverbreiterungen, rot lackierte Bremssättel, 16-Zoll-Leichtmetallräder, Auspuff-Doppelendrohr aus Edelstahl und einen Dachkantenspoiler.
Der mit einem 1,8-Liter-Ottomotor mit Turboaufladung und 110 kW (150 PS) Leistung ausgerüstete Polo GTI hat ein Sportfahrwerk mit etwa 15 Millimeter Tieferlegung und die auch beim 96-kW-TDI-Motor (131 PS) verwendete Bremsanlage mit innenbelüfteten Bremsscheiben mit 288 Millimeter Durchmesser an der Vorderachse und 232 Millimeter an der Hinterachse. Die serienmäßige Sicherheitsausstattung umfasst unter anderem Elektronisches Stabilitätsprogramm (ESP) und ein Reifendruckkontrollsystem.

#### Polo GTICup Edition

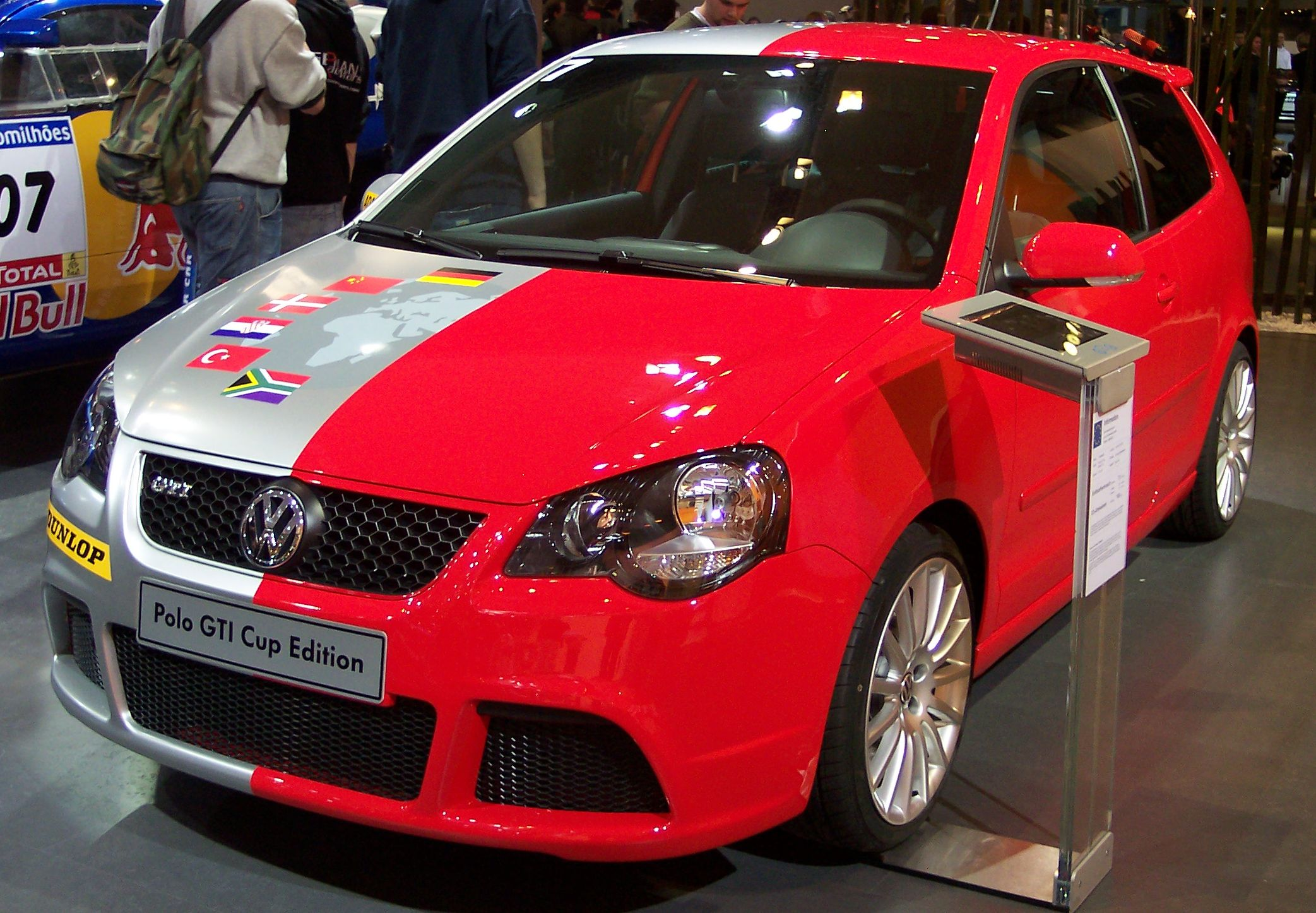
VW Polo GTI Cup Edition (2006–2009)

Ab Juni 2006 wurde von Volkswagen Individual zusätzlich zum Polo GTI die leistungsstärkere Variante GTI Cup Edition mit 132 kW (180 PS) angeboten. Deren Erscheinungsbild mit aggressiver Front- und Heckschürze, verbreiterten Seitenschwellern, markantem Dachkantenspoiler und 17-Zoll-Leichtmetallrädern leitet sich direkt von den im ADAC Volkswagen Polo Cup eingesetzten Fahrzeugen ab. Technisch basiert der Polo GTI Cup Edition jedoch auf dem normalen Polo GTI. Größter Unterschied ist die an die gestiegene Leistung angepasste Bremsanlage mit einem Bremsscheibendurchmesser von 312 Millimeter an der Vorderachse.

#### Polo Limousine (9N4)

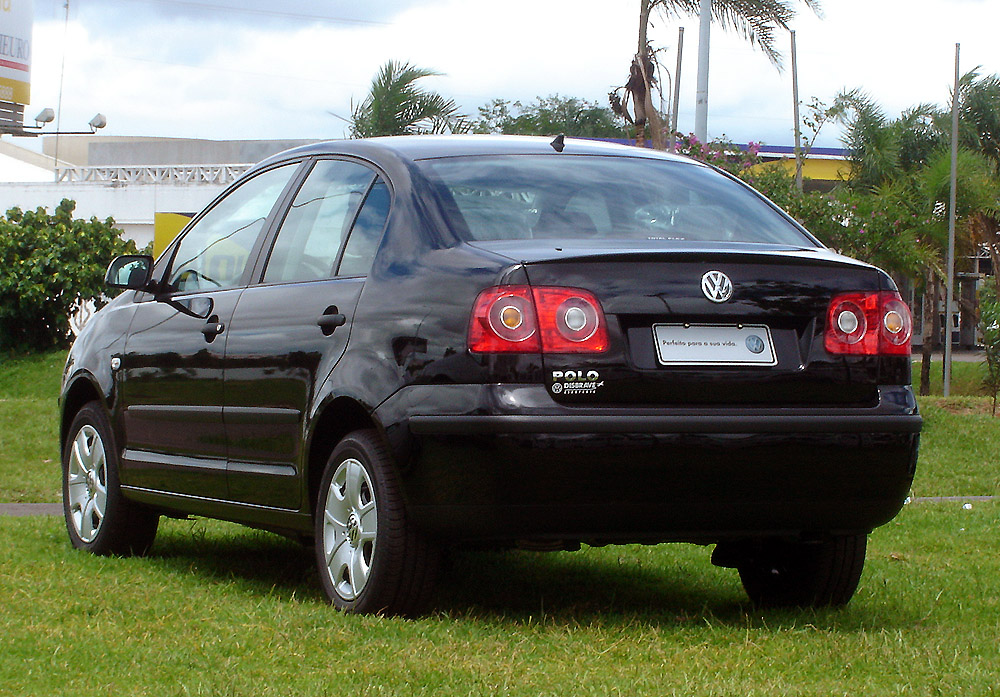
VW Polo Limousine (2005–2009)

Die Stufenheckvariante wurde im Frühjahr 2005 ebenfalls einer Modellpflege unterzogen und mit der bereits vom Steilheck bekannten Front mit V-förmigem Kühlergrill und mit umgestalteten Heckleuchten ausgestattet. Im Gegensatz zum Vorgänger wurde sie jedoch nicht auf dem europäischen Markt angeboten.

### Motoren
Die Ottomotoren wurden bei der Einführung des überarbeiteten Modells unverändert vom Vorgänger übernommen. Bei den Dieselmotoren wurde der 47-kW-SDI-Motor (64 PS), der lediglich den Anforderungen der Euro-3-Abgasnorm genügte, durch einen TDI-Motor mit 51 kW (69 PS) Leistung und Euro-4-Einstufung ersetzt. Auch der TDI-Motor mit 55 kW (75 PS) wurde durch einen leistungsstärkeren mit 59 kW (80 PS) ersetzt.
Zum Modelljahr 2007, das im Mai 2006 begann, entfiel der 63-kW-FSI-Motor (86 PS). Die Leistung des 55-kW-Ottomotors (75 PS) in Verbindung mit dem 5-Gang-Schaltgetriebe wurde auf 59 kW (80 PS) erhöht; in Kombination mit dem vierstufigen Automatikgetriebe gab es weiterhin den 55-kW-Motor (75 PS). Der Ottomotor mit 1,4 Liter Hubraum und 74 kW (101 PS) Leistung wurde durch einen mit 1,6 Liter Hubraum und 77 kW (105 PS) ersetzt, der außer mit dem 5-Gang-Schaltgetriebe auch mit einem sechsstufigen Tiptronic-Automatikgetriebe kombinierbar war. Alle Dieselmotoren mit Ausnahme des leistungsstärksten mit 96 kW (131 PS) waren nun wahlweise mit Partikelfilter erhältlich.
Mit Beginn des Modelljahres 2008 im Mai 2007 wurde die Leistung der beiden 3-Zylinder-Ottomotoren mit 1,2 Liter Hubraum und 40 kW (54 PS) bzw. 47 kW (64 PS) Leistung auf 44 kW (60 PS) bzw. 51 kW (69 PS) erhöht. Der 55-kW-Ottomotor (75 PS) mit vierstufigem Automatikgetriebe entfiel; stattdessen wurde der 59-kW-Motor (80 PS) nun ebenfalls mit dem sechsstufigen Tiptronic-Automatikgetriebe Typ 09G von Aisin angeboten.

#### Technische Daten

##### Ottomotoren
| Modell                                                                         | 1.2                                       | 1.2                                       | 1.2                                       | 1.2                                       | 1.4                                       | 1.4                                       | 1.4 FSI                             | 1.4                                       | 1.6                                       | GTI                                            | GTI „Cup Edition“                              |
| ------------------------------------------------------------------------------ | ----------------------------------------- | ----------------------------------------- | ----------------------------------------- | ----------------------------------------- | ----------------------------------------- | ----------------------------------------- | ----------------------------------- | ----------------------------------------- | ----------------------------------------- | ---------------------------------------------- | ---------------------------------------------- |
| Bauzeitraum                                                                    | 03/2005–05/2007                           | 05/2007–05/2009                           | 03/2005–05/2007                           | 05/2007–05/2009                           | 03/2005–05/2007                           | 05/2006–05/2009                           | 03/2005–05/2006                     | 03/2005–05/2006                           | 05/2006–05/2009                           | 05/2006–05/2009                                | 06/2006–05/2009                                |
| Motorkennbuchstaben                                                            | BMD                                       | BBM                                       | BME                                       | BZG                                       | BKY                                       | BUD                                       | AXU                                 | BBZ                                       | BTS                                       | BJX                                            | BBU                                            |
| Bauart und Zylinderzahl                                                        | R3-Ottomotor mit Multi-Point-Einspritzung | R3-Ottomotor mit Multi-Point-Einspritzung | R3-Ottomotor mit Multi-Point-Einspritzung | R3-Ottomotor mit Multi-Point-Einspritzung | R4-Ottomotor mit Multi-Point-Einspritzung | R4-Ottomotor mit Multi-Point-Einspritzung | R4-Ottomotor mit Direkteinspritzung | R4-Ottomotor mit Multi-Point-Einspritzung | R4-Ottomotor mit Multi-Point-Einspritzung | R4-Ottomotor mit Multi-Point-Einspritzung      | R4-Ottomotor mit Multi-Point-Einspritzung      |
| Motoraufladung                                                                 | —                                         | —                                         | —                                         | —                                         | —                                         | —                                         | —                                   | —                                         | —                                         | Turbolader Borgwarner K03/K03S bei Cup Edition | Turbolader Borgwarner K03/K03S bei Cup Edition |
| Ventile                                                                        | 6                                         | 6                                         | 12                                        | 12                                        | 16                                        | 16                                        | 16                                  | 16                                        | 16                                        | 20                                             | 20                                             |
| Hubraum, cm³                                                                   | 1198                                      | 1198                                      | 1198                                      | 1198                                      | 1390                                      | 1390                                      | 1390                                | 1390                                      | 1598                                      | 1781                                           | 1781                                           |
| max. Leistung, kW (PS) bei 1/min                                               | 40 (55)/4750                              | 44 (60)/5200                              | 47 (64)/5400                              | 51 (70)/5400                              | 55 (75)/5000                              | 59 (80)/5000                              | 63 (86)/5000                        | 74 (101)/6000                             | 77 (105)/5600                             | 110 (150)/5800                                 | 132 (180)/5800                                 |
| max. Drehmoment, Nm bei 1/min                                                  | 108/3000                                  | 108/3000                                  | 112/3000                                  | 112/3000                                  | 126/3800                                  | 132/3800                                  | 130/3750                            | 126/4400                                  | 153/3800                                  | 220/1950–4500                                  | 235/2000–5000                                  |
| Getriebe, serienmäßig                                                          | 5-Gang-Schaltgetriebe                     | 5-Gang-Schaltgetriebe                     | 5-Gang-Schaltgetriebe                     | 5-Gang-Schaltgetriebe                     | 5-Gang-Schaltgetriebe                     | 5-Gang-Schaltgetriebe                     | 5-Gang-Schaltgetriebe               | 5-Gang-Schaltgetriebe                     | 5-Gang-Schaltgetriebe                     | 5-Gang-Schaltgetriebe                          | 5-Gang-Schaltgetriebe                          |
| Getriebe, optional                                                             | —                                         | —                                         | —                                         | —                                         | 4-Gang- Automatikgetriebe                 | 6-Gang-Tiptronic- Automatikgetriebe       | —                                   | —                                         | 6-Gang-Tiptronic- Automatikgetriebe       | —                                              | —                                              |
| Höchstgeschwindigkeit, km/h (1)                                                | 152                                       | 157                                       | 162                                       | 167                                       | 172 (168)                                 | 175 (171)                                 | 178                                 | 188                                       | 192 (187)                                 | 216                                            | 225                                            |
| Beschleunigung von 0–100 km/h, s (1)                                           | 17,5                                      | 16,5                                      | 14,9                                      | 14,5                                      | 12,9 (15,3)                               | 12,2 (14,3)                               | 12,1                                | 10,9                                      | 10,4 (11,3)                               | 8,2                                            | 7,5                                            |
| Kraftstoffverbrauch, l/100 km (nach EWG-Richtlinie) (1)                        | 5,9 Super                                 | 5,8 Super                                 | 6,0 Super                                 | 5,8 Super                                 | 6,5 (7,5) Super                           | 6,3 (6,9) Super                           | 5,9 Super Plus                      | 6,7 Super Plus                            | 6,7 (7,4) Super                           | 7,8 Super                                      | 7,9 Super Plus                                 |
| CO2-Emission, g/km (kombiniert) (1)                                            | 139                                       | 138                                       | 142                                       | 138                                       | 154 (178)                                 | 150 (165)                                 | 139                                 | 158                                       | 159 (176)                                 | 186                                            | 188                                            |
| Abgasnorm nach EU-Klassifikation                                               | Euro 4                                    | Euro 4                                    | Euro 4                                    | Euro 4                                    | Euro 4                                    | Euro 4                                    | Euro 4                              | Euro 4                                    | Euro 4                                    | Euro 4                                         | Euro 4                                         |
| Bemerkung                                                                      |                                           |                                           |                                           |                                           |                                           |                                           | nicht für E10-Kraftstoff geeignet   |                                           |                                           |                                                |                                                |
| (1) Angaben in runden Klammern ( ) gelten für Fahrzeuge mit Automatikgetriebe. |                                           |                                           |                                           |                                           |                                           |                                           |                                     |                                           |                                           |                                                |                                                |

##### Dieselmotoren
| Modell | 1.4 TDI                                       | 1.4 TDI mit DPF                               | 1.4 TDI                                       | 1.4 TDI mit DPF                               | 1.9 TDI                                       | 1.9 TDI mit DPF                               | 1.9 TDI                                       |      |
| --- | --------------------------------------------- | --------------------------------------------- | --------------------------------------------- | --------------------------------------------- | --------------------------------------------- | --------------------------------------------- | --------------------------------------------- | ---- |
| Bauzeitraum                                                                                                   | 05/2005–05/2009                               | 05/2006–05/2009                               | 05/2005–05/2009                               | 05/2006–05/2009                               | 05/2005–05/2009                               | 05/2006–05/2009                               | 05/2005–05/2009                               |      |
| Motorkennbuchstaben                                                                                           | BNM                                           | BWB                                           | BNV                                           | BMS                                           | AXR                                           | BMT                                           | BLT                                           |      |
| Bauart und Zylinderzahl                                                                                       | R3-Dieselmotor mit Pumpe-Düse-Einspritzsystem | R3-Dieselmotor mit Pumpe-Düse-Einspritzsystem | R3-Dieselmotor mit Pumpe-Düse-Einspritzsystem | R3-Dieselmotor mit Pumpe-Düse-Einspritzsystem | R4-Dieselmotor mit Pumpe-Düse-Einspritzsystem | R4-Dieselmotor mit Pumpe-Düse-Einspritzsystem | R4-Dieselmotor mit Pumpe-Düse-Einspritzsystem |      |
| Motoraufladung                                                                                                | Turbolader                                    | Turbolader                                    | Turbolader                                    | Turbolader                                    | Turbolader                                    | Turbolader                                    | Turbolader                                    |      |
| Ventile | 6                                             | 6                                             | 6                                             | 6                                             | 8                                             | 8                                             | 8                                             | 8    |
| Hubraum, cm³                                                                                                  | 1422                                          | 1422                                          | 1422                                          | 1422                                          | 1896                                          | 1896                                          | 1896                                          | 1896 |
| max. Leistung, kW (PS) bei 1/min                                                                              | 51 (70) bei 4000                              | 51 (70) bei 4000                              | 59 (80) bei 4000                              | 59 (80) bei 4000                              | 74 (101) bei 4000                             | 74 (101) bei 4000                             | 96 (130)/4000                                 |      |
| max. Drehmoment, Nm bei 1/min                                                                                 | 155 bei 1600–2800                             | 155 bei 1600–2800                             | 195 bei 1800–2200                             | 195 bei 1800–2200                             | 240 bei 1800–2400                             | 240 bei 1800–2400                             | 310/1900                                      |      |
| Getriebe, serienmäßig                                                                                         | 5-Gang-Schaltgetriebe                         | 5-Gang-Schaltgetriebe                         | 5-Gang-Schaltgetriebe                         | 5-Gang-Schaltgetriebe                         | 5-Gang-Schaltgetriebe                         | 5-Gang-Schaltgetriebe                         | 6-Gang-Schaltgetriebe                         |      |
| Getriebe, optional                                                                                            | —                                             | —                                             | —                                             | —                                             | —                                             | —                                             | —                                             |      |
| Höchstgeschwindigkeit, km/h (1)                                                                               | 164                                           | 164                                           | 174 (176)                                     | 174 (176)                                     | 188                                           | 188                                           | 206                                           |      |
| Beschleunigung von 0–100 km/h, s                                                                              | 14,6                                          | 14,6                                          | 12,8                                          | 12,8                                          | 10,7                                          | 10,7                                          | 9,2                                           |      |
| Kraftstoffverbrauch, l/100 km (nach EWG-Richtlinie) (1)                                                       | 4,5                                           | 4,5                                           | 4,5 (3,8)                                     | 4,5 (3,8)                                     | 4,8                                           | 5,0                                           | 5,2                                           |      |
| CO2-Emission, g/km (kombiniert) (1)                                                                           | 119                                           | 119                                           | 119 (99)                                      | 119 (99)                                      | 127                                           | 130                                           | 137                                           |      |
| Abgasnorm nach EU-Klassifikation                                                                              | Euro 4                                        | Euro 4                                        | Euro 4                                        | Euro 4                                        | Euro 4                                        | Euro 4                                        | Euro 4                                        |      |
| (1) Angaben in runden Klammern ( ) gelten für die Modellvariante BlueMotion mit serienmäßigem Partikelfilter. |                                               |                                               |                                               |                                               |                                               |                                               |                                               |      |

## Polo Vivo (Südafrika, seit 2010)
Im März 2010 wurde der Polo Vivo vorgestellt, der auf dem südafrikanischen Markt das bisher günstigste Modell Citi Golf ersetzen sollte, dessen Produktion Anfang 2010 eingestellt wurde. Der Polo Vivo basiert auf dem Polo IV, wurde jedoch vor allem vorn modifiziert, um ihn der aktuellen Gestaltung der Marke Volkswagen anzugleichen. Auch die Stoßschutzleisten an Front, Heck- und der Seite wurden im Zuge der Überarbeitung weggelassen. Wie alle Fahrzeuge für den südafrikanischen Markt wird der Polo Vivo ausschließlich mit Rechtslenkung und Kilometertacho gebaut. Die Fahrzeuge werden im Volkswagenwerk in Uitenhage produziert und sind mit Steilheck und drei oder fünf Türen oder als Limousine mit vier Türen zu Preisen ab 101.500 Rand (umgerechnet etwa 10.000 Euro) erhältlich. Das aktuelle Modell ist mit etwas über 150.000 Rand wesentlich teurer. Der Polo Vivo tritt auf dem südafrikanischen Markt gegen den ebenfalls im Land gebauten Renault Sandero, die chinesischen Geely LC und Chery QQ sowie die aus Indien importierten Datsun Go, Fiat Grande Punto, Ford Figo, Toyota Etios und Honda Brio an.

## Langzeitqualität
Die Karosserie- und Verarbeitungsqualität des Polo IV ist im Allgemeinen sehr gut. Dennoch gibt es einige Schwächen. Insbesondere die Silentlager am vorderen Querlenker sind aufgrund der auf hohen Komfort ausgelegten Lenkung sehr weich und verschleißanfällig. In der Regel müssen sie nach ca. 60.000 bis 80.000 km getauscht werden. VW hat auf diesen Konstruktionsmangel reagiert und bietet die Silentlager in einer verstärkten Ausführung an. Ebenfalls gibt es Berichte von beschädigten Zylinderköpfen bei den 1,2-Dreizylinder-Motoren. Da der Abgasgegendruck aufgrund des sehr nahe am Motor positionierten Katalysators sehr hoch ist, kann sich bei häufigem schnellen Gaswegnehmen der Zylinderkopf so stark erwärmen, dass er dadurch beschädigt wird.